# Ischia Piedirosso e Per' e Palummo
L'Ischia Piedirosso e Per' e Palummo è un vino DOC la cui produzione è consentita nell'isola di Ischia in città metropolitana di Napoli.
Il suo nome è legato al colore del vino, che ricorda vagamente il colore delle zampe dei piccioni.

## Caratteristiche organolettiche
- colore: rubino.
- odore: vinoso, caratteristico, gradevole.
- sapore: asciutto, di medio corpo, giustamente tannico.

## Abbinamenti consigliati
Generalmente per accompagnare la cucina tipica dell'isola di Ischia.

## Produzione
Provincia, stagione, volume in ettolitri
- nessun dato disponibile